# Comuna Nova Zagora, Sliven
Nova Zagora (în bulgară Нова Загора) este o comună în regiunea Sliven, Bulgaria, formată din orașul Nova Zagora și 32 de sate. 

## Localități componente

### Orașe
- Nova Zagora

### Sate
| - Asenoveț - Banea - Beal Kladeneț - Bogdanovo - Breastovo - Deadovo - Elenovo - Ezero - Kamenovo - Konovo - Korten | - Kriva Krușa - Liubeneț - Liubenova Mahala - Mlekarevo - Naucene - Novoseleț - Omarcevo - Pet Moghili - Pitovo - Polsko Pădarevo | - Prohorovo - Radevo - Radețki - Sokol - Stoil Voivoda - Săbrano - Sădievo - Sădiisko Pole - Zagorți - Karanovo - Țenino |

## Demografie
Componența etnică a comunei Nova Zagora
     Romi (3,67%)
     Turci (14,08%)
     Bulgari (70,65%)
     Nicio identificare (11,18%)
     Altele (0,38%)
La recensământul din 2011, populația comunei Nova Zagora era de 39.010 locuitori. Din punct de vedere etnic, majoritatea locuitorilor (70,65%) erau bulgari, existând și minorități de turci (14,08%) și romi (3,67%). Pentru 11,18% din locuitori nu este cunoscută apartenența etnică.